# Sven Clement
Sven Clement (19 de gener de 1989) és un polític luxemburguès. És un dels cofundadors i actual president del Partit Pirata de Luxemburg, que va ser fundat el 4 d'octubre de 2009.
Viu a Dalheim, i estudia organització informàtica a la Universität des Saarlandes. Juntament amb el seu company Jerry Weyer, també del Partit Pirata, és cofundador de l'empresa Clement & Weyer Digital Communication Consultants.

## Eleccions
El 2010 Sven Clement va ser elegit, juntament amb uns altres tres candidats del Partit Pirata, en el parlament estudiantil de la Universität des Saarlandes. El Partit Pirata és també una part de la coalició que va elegir l'AStA de la universitat, motiu pel qual Clement és, actualment, el responsable de transport i Universitat de la Gran Regió (UGR).
El 2013, en el context de les eleccions generals de Luxemburg, Sven Clement va ser el cap de llista del Partit Pirata, que va aconseguir 4.789 vots. A les eleccions al Parlament Europeu de 2014 va aconseguir 14.184 vots.